# Rong Hao
Rong Hao (榮昊T, 荣昊S, Róng HàoP; Wuhan, 7 aprile 1987) è un calciatore cinese, difensore del Guangzhou E..

## Carriera

### Nazionale
Ha partecipato alla Coppa d'Asia del 2011.

## Palmarès

### Club

#### Competizioni nazionali
- Campionato cinese: 6

Guangzhou Evergrande: 2012, 2013, 2014, 2015, 2016, 2017
- Coppa della Cina: 2

Guangzhou Evergrande: 2012, 2016
- Supercoppa di Cina: 3

Guangzhou Evergrande: 2012, 2016, 2017

#### Competizioni internazionali
- AFC Champions League: 2

Guangzhou Evergrande: 2013, 2015